# Чариков, Владимир Петрович
Владимир Петрович Чариков (23 октября 1949, Уфа — 17 января 2015, Уфа) — советский хоккеист. Заслуженный тренер России.

## Биография
В 1977 г. окончил Ленинградский институт физической культуры им. П. Ф. Лесгафта. Играл за команды спортивного клуба им. Салавата Юлаева (1967—70) и СКА (Куйбышев) (1970—72).
С 1972 г. — тренер-преподаватель СДЮСШОР «Салават Юлаев», одновременно в 1987 г. — старший тренер юнош. сборной команды Центрального совета ДСО «Зенит», с 1991 г. — главный администратор, в 1999—2010 гг. — начальник хоккейного клуба «Салават Юлаев». Под его руководством юношеская команда СДЮСШОР «Салават Юлаев» стала серебряным призёром первенства СССР (1988), хоккейный клуб «Салават Юлаев» — чемпионом России (2008), бронзовым призёром чемпионатов Межнациональной хоккейной лиги (1995—96), России (1997) и Континентальной хоккейной лиги (2010). Среди воспитанников А. А. Емелин, а также 10 мастеров спорта СССР и России.

## Награды и звания
Заслуженный тренер России (1992) по хоккею с шайбой. Заслуженный работник физической культуры Республики Башкортостан (1998).